# Іван Топлак
Іван Топлак (21 вересня 1931, Белград, Королівство Югославія — 26 липня 2021) — колишній югославський футболіст та тренер.

## Кар'єра футболіста
Топлак розпочав свою футбольну кар’єру в клубі «Марибор» в Мариборі, куди його сім'я переїхала в 1943 році з Белграда.
У 1951 році він підписав контракт з клубом «Олімпія» (Любляна), де грав три наступні сезони. Разом з цим клубом, Іван здобув титул чемпіона в чемпіонаті Словенської республіки з футболу у 1952 році.
Два роки після перемоги у чемпіонаті, футболіст покинув клуб Олімпію Любляну і перейшов до складу Црвена Звезда Белграду. Він грав у Црвеній Звезді сім наступних років (1954 - 1961). Разом з ними Іван виграв чемпіонат Югославії з футболу чотири сезони підряд (1955–1956, 1956–1957, 1958–1959, 1959–1960). Він також здобув Кубок Югославії з футболу в сезоні 1957–1958 та в наступному сезоні 1958–1959. На міжнародному рівні клуб здобув у 1958 році Кубок Мітропи.

## Кар'єра тренера
У 1964 році Топлак став новим менеджером клубу Црвена Звезда під час проведення чемпіонату Югославії з футболу. Два роки він займав місце тренера, але його команда нічого за цей період не виграла.
У 1967 році Іван виїхав до США, де тренував Окленд Кліпперс з 1967 по 1968 рік, Стенфорд Універсіті з 1969 по 1971 рік та Сан-Хосе Ерзквейкс з 1974 по 1975 рік.
У 1976 році він покинув США і повернувся до Югославії, де з 1976 по 1977 рік був менеджером збірної Югославії.
Він тренував Юнацьку збірні U-20 та  Молодіжну збірну U-21 одночасно з 1978 по 1980 роки. Він вивів молодіжну збірну U21 на молодіжний чемпіонат Європи з футболу1980 року. Тоді ж його команда попала у півфінал.
У 1984 році він очолив олімпійську збірну Югославії U23 на Літніх Олімпійських іграх 1984 року. Його команда посіла третє місце і здобула бронзову медаль.
Два роки пізніше, у 1986 році він разом з Івиця Осимом став тренером національної збірної Югославії.
З 1991 по 1993 рік, Топлак тренував національну збірну Індонезії. У 1993 році, після переїзду з Індонезії, він оголосив про свою відставку.

## Титули і досягнення
Гравець
- Чемпіон Югославії: 1955/56, 1956/57, 1958/59, 1959/60
- Володар Кубка Югославії: 1957/58, 1958/59

Тренер
- Чемпіон Європи (U-21): 1978
- Бронзовий олімпійський призер: 1984